# Burmesiska
Burmesiska är ett lolo-burmanskt språk med 32 319 700 talare, varav majoriteten, 32 miljoner (1999), i Myanmar samt 300 000 i Bangladesh och en del i Västmalaysia, Thailand och USA.
Burmesiska är ett subjekt–objekt–verb-språk.
Burmesiska är ett tonspråk, med fyra toner.

## Fonologi

### Konsonanter
Burmesiskan har följande konsonanter:
|                  | Bilabal | Dental | Alveolar | Postalveolar och palatal | Velar och labiovelar | Glottal | Ospecificerad plats |
| ---------------- | ------- | ------ | -------- | ------------------------ | -------------------- | ------- | ------------------- |
| Nasal            | m̥ m     | n̥ n    |          | ɲ̥ ɲ                      | ŋ̊ ŋ                  |         | ɴ                   |
| Klusil/Affrikata | pʰ p b  | tʰ t d |          | tɕʰ t͡ɕ d͡ʑ                | kʰ k g               | ʔ       |                     |
| Frikativa        |         | θ ð    | sʰ s z   | ʃ                        |                      | h       |                     |
| Approximant      |         | ɹ      |          | j                        | w w̥                  |         |                     |
| Lateral          |         | l̥ l    |          |                          |                      |         |                     |

Vissa av dessa är ovanliga och förekommer enbart i lånord.

### Vokaler
Burmesiska har vokalerna i, e, ə, ɛ, u, o, ɔ, a och diftongerna ei, ai, ou, au.